# Jiří Havlíček (politik ČSL)
Jiří Havlíček (* 26. února 1933) byl český a československý politik Československé strany lidové a poslanec České národní rady a Sněmovny lidu Federálního shromáždění za normalizace.

## Biografie
Ve volbách roku 1981 byl zvolen do České národní rady. Ve volbách roku 1986 přešel do Sněmovny lidu FS (volební obvod č. 54 – Česká Lípa, Severočeský kraj). Ve Federálním shromáždění setrval do ledna 1990, kdy byl odvolán svou stranou z mandátu poslance v rámci procesu kooptací do Federálního shromáždění po sametové revoluci.
K roku 1986 se profesně uvádí jako vedoucí úseku technických služeb.